# Zeche Wolfsbank
Die Zeche Wolfsbank war ein Steinkohlen-Bergwerk in Essen-Bochold.

## Geschichte

### 1838 bis 1889
Bereits in den 1830er Jahren waren mehrere Schürfgesellschaften in dem Gebiet um Borbeck auf der Suche nach abbauwürdigen Steinkohlenvorräten fündig geworden. Der Gutsherr des Wolfshof in Schönebeck gründete 1838 eine bergrechtliche Gewerkschaft, der er den Namen Gewerkschaft Wolfsbank (abgeleitet aus Wolfshofer Kohlenbank) gab.
Neben dem Wolfshof wurde bis 1839 ein Schürfschacht niedergebracht. Bedingt durch die aufgefundenen hochwertigen Kohlenvorräte wurde der Schacht bis 1844 weitergeteuft und zum Maschinenschacht ausgebaut. Die Zeche entwickelte sich wirtschaftlich durchaus vielversprechend, wodurch die Gewerkschaft in der Lage war, benachbart liegende Grubenfelder zuzukaufen und an die Zeche Wolfsbank anzuschließen.
1850 wurde im zwei Kilometer entfernten Bochold der Schacht Wolfsbank 2 niedergebracht. Dieser Schacht war als neuer Hauptförderschacht vorgesehen und sollte mit umfangreichen Aufbereitungs- und Weiterverarbeitungsanlagen ausgestattet werden.
Das Deckgebirge erwies sich hier aber als stark wasserführend, wodurch die Teufarbeiten immer wieder durch kostspielige Entwässerungsmaßnahmen unterbrochen werden mussten. 1855 musste die Teufarbeit zeitweise gestundet werden, da die Kapitaldecke der Gewerkschaft Wolfsbank aufgezehrt war. Ab 1857 konnten die Arbeiten wieder aufgenommen werden. Der Schacht Wolfsbank 2 ging 1860 in Förderung und wurde mit einem Malakow-Turm ausgestattet.
Trotzdem war die Betreibergesellschaft durch die zehnjährige Teufzeit finanziell in eine angespannte Lage gekommen, von der sie sich nicht vollständig erholen konnte.
1872 kaufte die von Friedrich Grillo im selben Jahr gegründete Schalker Gruben- und Hütten-Verein AG die Zeche Wolfsbank zusammen mit der Nachbarzeche Neuwesel auf. Es wurde ab 1875 ein Verbund zwischen Wolfsbank 2 und Schacht Neuwesel aufgefahren. 1879 erfolgte der endgültige Anschluss des Schachtes Neuwesel als Außenanlage.
Im selben Jahr wurde auf Wolfsbank 2 eine Kokerei in Betrieb genommen.

### 1889 bis 1943
1889 wurde die Zeche Wolfsbank mit dem Schacht Neuwesel an die Essener Bergwerks-Verein König Wilhelm AG verkauft. Diese gliederte sie zusammen mit der Zeche Christian Levin und der Zeche Neu-Cöln in einen Förderverbund ein, bei dem die einzelnen Förderanlagen beibehalten wurden.
Nachdem sich 1892 eine Schlagwetter- und Kohlenstaubexplosion mit Todesopfern ereignet hatte, wurden die Wolfsbank-Schachtanlagen einem Modernisierungsprogramm unterworfen.
Der alte Schacht Wolfsbank 1 mit dem Südfeld wurde 1896 abgeworfen. Gleichzeitig wurde Schacht 2 mit einem neuen Fördergerüst sowie einem neuen Schachtausbau versehen. Langfristig sollte ein neuer Förderschacht abgeteuft werden.
Dies erfolgte von 1901 bis 1904 durch den neuen Förderschacht 3 auf der Anlage Wolfsbank 2. Der neue Schacht wurde mit einer Doppelförderung ausgestattet. Ferner wurde die Kokerei auf die Produktion von Spezial-Gießereikoks umgestellt. Die im Umfeld von Schacht 2/3 zunehmend ausgebauten Werkssiedlungen von Bochold und Bedingrade ließen den Ortsteil von Borbeck langsam mit den umliegenden Siedlungsgebieten verschmelzen.
Ab 1921 bestand eine Interessengemeinschaft zwischen der Zeche König Wilhelm und dem Montankonzern der Gebr. Stumm GmbH. Diese erwarben 1936 den gesamten Besitz der Essener Bergwerks-Verein König Wilhelm AG und lösten die Zeche Wolfsbank aus diesem Verbund heraus.
Die jährliche Förderung betrug zu dieser Zeit 690.000 Tonnen Kohle bei einer Kokserzeugung von 172.000 Tonnen Spezial-Gießereikoks. Es wurden 1750 Mitarbeiter beschäftigt.

### 1943 bis 1966
1943 wurden die Zeche Wolfsbank sowie der verbliebene Bergwerksbesitz der Zeche König Wilhelm an die Friedrich Krupp AG Bergwerke Essen verkauft. In den letzten Kriegsjahren wurde die Zeche durch Bombenangriffe stark in Mitleidenschaft gezogen.
Nach dem erfolgten Wiederaufbau ging die Zeche in den Besitz der Bergwerke Essen-Rossenray AG als Nachfolgegesellschaft der Friedrich Krupp AG über.
1954 wurde das Grubenfeld der 1951 stillgelegten Zeche Carolus Magnus mit den Schächten Carolus Magnus 1 und 2 übernommen.
Langfristig wurde der Zusammenschluss der ehemaligen Krupp-Zechen zu einem Verbundbergwerk beschlossen. Hierbei sollten Schritt für Schritt unrentable Abbaubetriebe abgeworfen und die Hauptförderung auf der Zeche Sälzer-Amalie konzentriert werden.
Ab 1956 bestand eine Förderverbindung von Wolfsbank 2/3 nach Sälzer-Amalie, wobei die Förderung aber auch auf Wolfsbank belassen wurde, nicht zuletzt wegen der dort fortgeführten Produktion des speziellen Gießereikoks. Ab 1961 wurden die Zechen Wolfsbank und Sälzer-Amalie als gemeinsame Werksdirektion geführt. 1962 wurde das Baufeld Carolus Magnus endgültig aufgegeben und die Schächte Carolus Magnus 1 und 2 verfüllt.
Die Förderung erreichte knapp eine Million Tonnen jährlich bei einer Kokserzeugung von 145.000 Tonnen und 4500 Beschäftigten insgesamt.

## Stilllegung
Der Rationalisierungsverband des deutschen Steinkohlenbergbaus koordinierte ab 1964 die Stilllegung von Abbaubetrieben nach deren Wirtschaftlichkeit und Überlebensfähigkeit.
Für die Essener Krupp-Zechen konnte keine ausreichende Überlebensfähigkeit und Absatzfähigkeit der Kohlenprodukte mehr gewährleistet werden.
Daher wurden die bis zum Schluss selbständigen Förderanlagen Sälzer-Amalie und Wolfsbank 1966  stillgelegt. Die Spezialkokerei wurde im selben Jahr gelöscht.
Im Anschluss wurden die Schächte auf Wolfsbank und Neuwesel verfüllt und die Tagesanlagen restlos abgebrochen.

## Zwischennutzung
Nach der Stilllegung zog in die verbleibenden Hallen im Bereich der Schachtanlage der Bergwerksausrüster EMIL WOLFF GmbH ein, der bis 1988 dort fertigte. 1989 wurde das Gelände umgebaut und durch die E.ON Ruhrgas, seinerzeit  noch RUHRGAS AG – Tochtergesellschaft RES – Ruhrgas EnergieSysteme GmbH ein Verwaltungsgebäude errichtet, das heute noch besteht.
10 Jahre lang wurden in den Hallen am Wolfsbankring Nr. 38 über 300 Blockheizkraftwerke, Turbinen-BHKW und Brennstoffzellen-BHKW produziert, vorwiegend mit Gasmotoren der Firma WAUKESHA aus Wisconsin. Das Unternehmen wurde später in EES – Erdgas-Energie-Systeme GmbH umgewandelt und an die ABB verkauft.
Ab dem Jahr 2000 wurden die Fertigungshallen abgerissen und ein Supermarkt errichtet. 

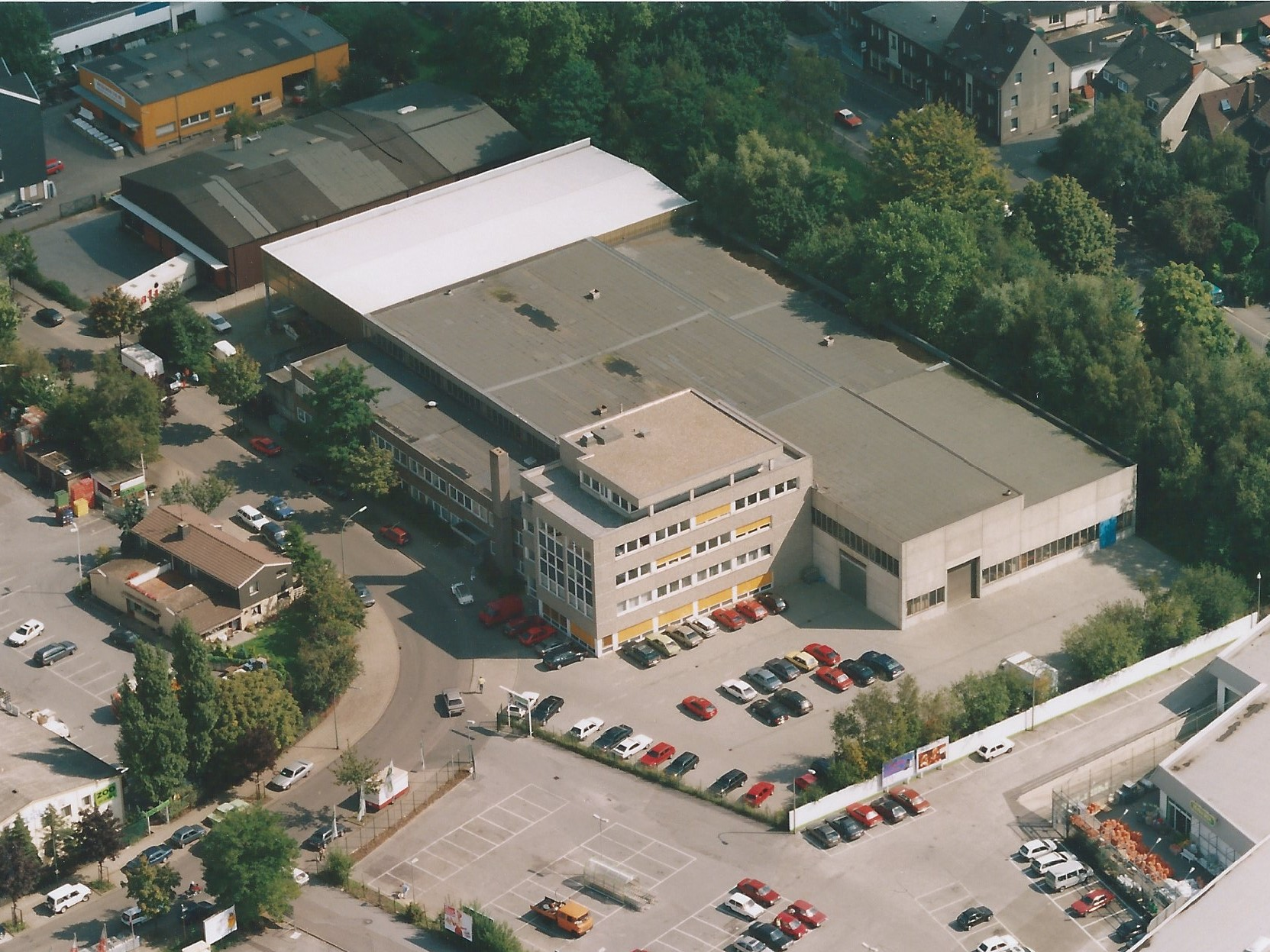
Hersteller von gasbetriebenen Blockheizkraftwerken (BHKW) auf dem ehemaligen Zechengelände „Wolfsbank“ 1989 bis 1999

## Heutiger Zustand

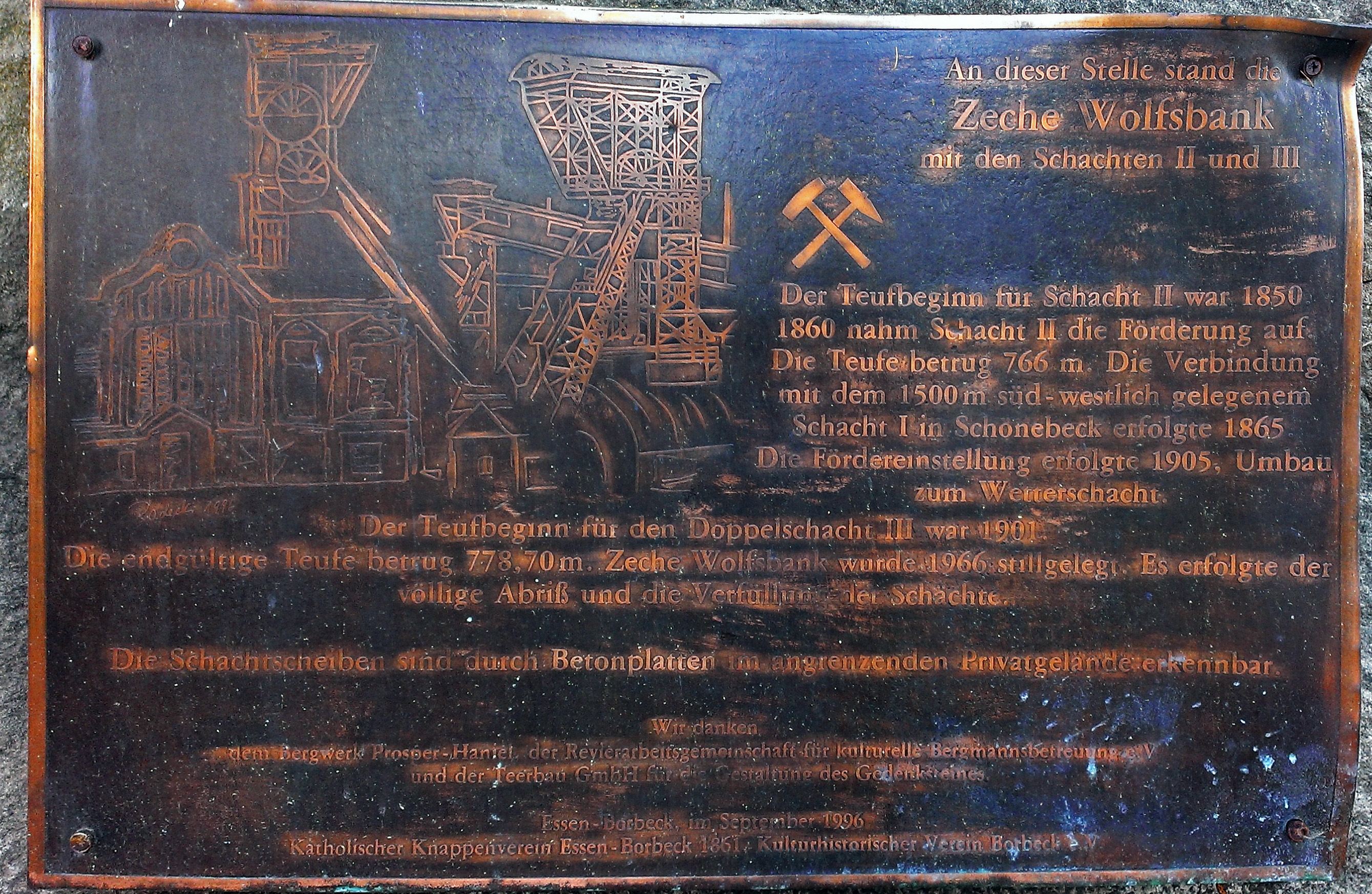
Gedenktafel am Standort des Schachtes 3 am heutigen Wolfsbankring

Die Lage der Zeche Wolfsbank, die in den fast 130 Jahren ihres Bestehens oft als das wirtschaftliche Herz Borbecks betrachtet wurde, ist an einem Gewerbegebiet an der Kreuzung Bocholder Straße / Wolfsbankstraße ersichtlich. Der Rand des alten Zechengeländes ist mit Wohnbebauung durchsetzt. Im inneren Bereich hat sich Kleingewerbe angesiedelt. Dort, am Standort des Schachtes 3 ist 1996 ein großer Stein mit einer Gedenktafel aufgestellt worden. In Bochold erinnert der Pookweg, der zuvor Knappenstraße hieß,  an Karl Pook, der Obermaterialverwalter der Zeche war und ihr fast sechzig Jahre diente. Der 1852 in Mülheim an der Ruhr geborene Pook war auch langjähriges Mitglied des Borbecker Gemeinderates. Er starb 1935 in Borbeck.